# The Dead of Winter (Film)
The Dead of Winter ist ein Action- und Survival-Thriller von Brian Kirk. Der in der verschneiten Wildnis im Norden Minnesotas spielende Kriminalfilm mit Emma Thompson, Judy Greer und Marc Menchaca in den Hauptrollen feierte Anfang August 2025 beim Locarno Film Festival seine Premiere. Ende September 2025 soll er in die US-Kinos kommen. Der Kinostart in Deutschland ist im weiteren Verlauf des Jahres  geplant.

## Handlung
Eine Fischerin namens Babs will den Wunsch ihres verstorbenen Mannes, mit dem sie ein Geschäft für Angelbedarf betrieben hat, erfüllen und seine Asche in ein Eisloch auf einem abgeschiedenen See in Minnesota schütten. Wie sie selbst war auch er ein leidenschaftlicher Eisfischer. Sie begiebt sich auf den riesigen, zugefrorenen See hinaus, bohrt ein Loch ins Eis und lässt Köder und Lockmittel hinab.
Später begegnet sie in der eisigen Wildnis einem Mann, der dort vor einer Hütte Holz hackt. Sie fragt diesen nach dem Weg. Kaum ist sie zurück bei ihrem Auto, hört sie Schreie und sieht, wie ein Mädchen in Handschellen um ihr Leben rennt. Der Hinterwäldler und seine Partnerin haben die junge Frau entführt und wollen diese offenbar töten. Babs setzt alles daran, das Mädchen zu retten. Weil sie weit weg von der nächsten Stadt sind und keinen Telefonempfang haben, ist sie dabei auf sich allein gestellt.

## Produktion

### Filmstab und Filmförderung
Regie führte Brian Kirk. Das Drehbuch schrieben Nicholas Jacobson-Larson und Dalton Leeb. Die darin erzählte Geschichte ist von Leebs Tante inspiriert.
Produziert wird The Dead of Winter von Stampede Ventures und Augenschein Filmproduktion in Koproduktion mit den Leonine Studios und dem ZDF. Gefördert wurde der Film mit 1 Million Euro von der Film- und Medienstiftung NRW und dem Deutschen Filmförderfonds.

### Besetzung und Dreharbeiten
Oscar-, Golden-Globe- und BAFTA-Preisträgerin Emma Thompson spielt die verwitwete Fischerin Babs. Ihre Tochter Gaia Wise spielt sie als eine jüngere Version. Zuvor war diese vor allem als Sprecherin tätig, so für den Film Der Herr der Ringe: Die Schlacht der Rohirrim. In den weiteren Hauptrollen sind Judy Greer als eine todkranke Krankenschwester und Gegenspielerin der Fischerin, Marc Menchaca als deren Ehemann, dem die Frau dort begegegnet, als dieser am Holzhacken ist, Laurel Marsden als der von ihnen entführte Teenager, Lloyd Hutchinson und Brían F. O’Byrne zu sehen. Das Casting übernahmen John Papsidera und Nathan Toth.
Die Dreharbeiten fanden in Köln und im finnischen Koli statt und wurden Ende April 2024 beendet. Als Kameramann fungierte Christopher Ross. Er war zuletzt für Filme wie Die Schwimmerinnen von Sally El Hosaini und In voller Blüte von Oliver Parker tätig. Der Arbeitstitel des Films war The Fisherwoman.

### Filmmusik und Veröffentlichung
Die Filmmusik komponierte Volker Bertelmann, der in der Vergangenheit für die Filme Konklave und Im Westen nichts Neues von Edward Berger und zuletzt für Dune: Prophecy und The Amateur tätig war.
Die Premiere des Films fand am 8. August 2025 beim Locarno Film Festival statt. Dort erhielt Emma Thompson den Leopard Club Award. Die Rechte für Nordamerika sicherte sich Vertical Entertainment. Der US-Kinostart ist am 26. September 2025 geplant. Im weiteren Verlauf des Jahres 2025 soll der Film im Verleih der Leonine Studios in die deutschen Kinos kommen.

## Rezeption

### Kritiken
Peter Bradshaw schreibt im Guardian, The Dead of Winter biete die Dreistigkeit alter Schule, eine gewisse Spannung, die einen auf die Kante des Sitzes treibe, eine Prise derben Humors und eine schreckliche Portion Makabres. Die von Emma Thompson gespielte Figur beschreibt er als eine toughe, einfallsreiche Frau, die an die Natur und extreme Kälte gewöhnt ist. Schüsse würden sie verschrecken, aber sie ließe sich nicht aus der Ruhe bringen: „Sie weiß, wie man Menschen in die Falle lockt und die tödliche Kälte gegen sie einsetzt.“ Die Geschichte plätschere dahin, unterhaltsam und beunruhigend, bis sie ihren schaurigen Höhepunkt auf dem Eis erreiche.
Giancarlo Schwendener schreibt in seiner Kritik für outnow.ch, Emma Thompson trage als Hauptdarstellerin in der Rolle der Babs den Film mit breiten Schultern, und Judy Greer als durchtriebene und perfide Ehefrau und Entführerin lasse den Atem immer wieder stocken. Die gemeinsamen Szenen mit Thompson als Babs und Laurel Marsden als entführtes Mädchen seien ein einfühlsam inszeniertes Kammerspiel, das beiden Charakteren viel menschliche Tiefe gibt. Das Drehbuch von Nicholas Jacobson-Larson und Dalton Webb erinnere inhaltlich an den Schlagerhit Atemlos durch die Nacht von Helene Fischer. Schon lange sei nicht mehr ein so spannender und kurzweiliger Thriller über die Leinwand geflimmert, und die erzählerische Dichte sei beeindruckend. Der Film komme mit wenig Material aus, die Abgeschiedenheit sei dabei Treiber der Spannung.
Eine negative Bilanz zieht Sarah Stutte für Kino-Zeit. Der Auftritt von Emma Thompson bei der Verleihung des Leopard Club Award am Locarno Film Festival sei das Highlight des Abends gewesen – die Euphorie habe aber bei dem anschliessend gezeigten Film nicht angehalten. Emma Thompson habe zwar gespielt, „wie man es von ihr kennt: mit Hingabe und feinem Gespür für Timing. Doch sie kämpft vergeblich gegen das holprige Drehbuch“, voll von „dramaturgischen Entgleisungen“ und „Ungereimtheiten“. Ihre Gegenspielerin bleibe ein Karikatur. Der Film wirke, „als hätte er sich nie entscheiden können, was er sein will: Charakterstudie oder Spannungskino. Am Ende ist er keines von beidem. [...] Hier bleibt am Ende nur ein Gefühl: Schade. Da wäre mehr drin gewesen.“

### Auszeichnungen
Locarno Film Festival 2025
- Nominierung für den Prix du public UBS (Brian Kirk)